# Hollywood String Quartet
El Hollywood String Quartet es un cuarteto de cuerdas estadounidense fundado por el violinista Felix Slatkin y su esposa, la violonchelista Eleanor Aller. Se le considera como el primer grupo de cámara clásica originario de los Estados Unidos con impacto internacional, principalmente por sus grabaciones históricas, las que son consideradas entre las más destacadas registradas en el repertorio del cuarteto de cuerda.

## Historia
Los músicos del Hollywood String Quartet provenían de las principales orquestas de los estudios de cine, dedicadas a interpretar las bandas sonoras de las películas de la "Edad de Oro de Hollywood."  El cuarteto fue fundado en 1939, el mismo año en que Felix Slatkin y Eleanor Aller contrajeron matrimonio
En su formación original, a Slatkin y Aller se les unieron el violista Paul Robyn y segundo violinista Joachim Chassman. Sin embargo, el grupo se disolvió poco después, al ser llamados los tres miembros masculinos a servir en las Fuerzas Armadas por el inicio de la Segunda Guerra Mundial. El HSQ reanudó sus actividades en 1947, con Paul Shure reemplazando a Chassman como segundo violinista. En 1955, Paul Robyn abandonó del grupo y en su lugar asumió como violista Alvin Dinkin.
Además de su trabajo en las orquestas de los estudios de Hollywood y grabar repertorio clásico, los miembros HSQ actuaron regularmente como músicos de sesión en las principales compañías discográficas, incluyendo Capitol Records. En Capitol, acompañaron a algunos de los principales cantantes de la época, como Frank Sinatra, para quien Felix Slatkin actuó como concertino y director ocasional en sus icónicas grabaciones de Capitol en la década de 1950. Entre estas grabaciones se encuentra Close to You (1956), que contó con el acompañamiento del HSQ con arreglos de Nelson Riddle.
El HSQ disolvió oficialmente en 1961. Slatkin murió dos años más tarde, a la edad de 47 años.